# Cheadle (Staffordshire)
Cheadle es una parroquia civil y una villa del distrito de Staffordshire Moorlands, en el condado de Staffordshire (Inglaterra).

## Geografía
Según la Oficina Nacional de Estadística británica, Cheadle tiene una superficie de 24,83 km².

## Demografía
Según el censo de 2001, Cheadle tenía 12 166 habitantes (49,01% varones, 50,99% mujeres) y una densidad de población de 489,97 hab/km². El 20,02% eran menores de 16 años, el 71,85% tenían entre 16 y 74, y el 8,13% eran mayores de 74. La media de edad era de 39,73 años. Del total de habitantes con 16 o más años, el 23,51% estaban solteros, el 59,77% casados, y el 16,71% divorciados o viudos.
El 98,54% de los habitantes eran originarios del Reino Unido. El resto de países europeos englobaban al 0,63% de la población, mientras que el 0,83% había nacido en cualquier otro lugar. Según su grupo étnico, el 99,2% eran blancos, el 0,38% mestizos, el 0,24% asiáticos, el 0,07% negros, y el 0,09% chinos. El cristianismo era profesado por el 85,91%, el budismo por el 0,09%, el hinduismo por el 0,02%, el judaísmo por el 0,02%, el islam por el 0,07%, y cualquier otra religión, salvo el sijismo, por el 0,15%. El 7,14% no eran religiosos y el 6,59% no marcaron ninguna opción en el censo.
Había 4889 hogares con residentes, 191 vacíos, y 7 eran alojamientos vacacionales o segundas residencias.